# Escueillens-et-Saint-Just-de-Bélengard
Escueillens-et-Saint-Just-de-Bélengard är en kommun i departementet Aude i regionen Occitanien  i södra Frankrike. Kommunen ligger  i kantonen Alaigne som ligger i arrondissementet Limoux. År 2022 hade Escueillens-et-Saint-Just-de-Bélengard 151 invånare.

## Befolkningsutveckling
Antalet invånare i kommunen Escueillens-et-Saint-Just-de-Bélengard
Referens: INSEE